# Maurice Denis
Maurice Denis (Granville, 25 novembre 1870 – Saint-Germain-en-Laye, 13 novembre 1943) è stato un pittore francese.

## Biografia
Maurice Denis nacque a Granville il 25 novembre 1870, figlio di un impiegato delle ferrovie, Constant Eugène Denis (1834-1911), e di una modista, Hortense Aglaé Adde (1840-1914).
Il periodo nel quale cominciò la sua attività artistica coincise con la nascita del movimento simbolista; Denis rimase fortemente colpito dal Simbolismo, in particolare da Pierre Puvis De Chavannes.

Nel 1886 la rivista "Symboliste" diffuse le teorie del nuovo movimento e lo scrittore Jean Moréas pubblicò su Le Figaro il primo manifesto del Simbolismo, proponendo una sintesi tra mondo esterno e spiritualità dell'artista.

Fu l'anno dell'ultima mostra degli impressionisti: i simbolisti si opposero sia al loro naturalismo, sia alle ricerche scientifiche dei puntinisti.

Nel 1888, all'Académie Julian di Parigi, Denis conobbe Paul Sérusier, Pierre Bonnard e Paul Ranson, con i quali entrò a far parte del gruppo dei pittori Nabis.

Delle riunioni dei Nabis, tenute solitamente nella redazione della rivista Revue Blanche o all'Accademia Ranson, Denis apprezzò in modo particolare il clima mistico, il gergo esoterico e il soprannome che ogni pittore ricevette dal gruppo: Denis venne chiamato "il Nabi dalle belle immagini".

Il suo primo mecenate fu Henri Lerolle, ricco pittore e collezionista.

Nelle primissime opere, il suo stile pittorico fu naturalista e neoimpressionista, ma col tempo tese ad un puro decorativismo, caratterizzato da zone di colore piatto e contorni netti: la sua idea per la quale il dipinto è una superficie piatta riempita di colori secondo un certo ordine lo ha fatto considerare un precursore dell'astrattismo.

I temi della sua pittura, di carattere religioso o situazioni della vita quotidiana, sono portati in una dimensione ideale ed irreale, in un'atmosfera di calda e serena intimità, ottenuta con un tratto estremamente delicato.

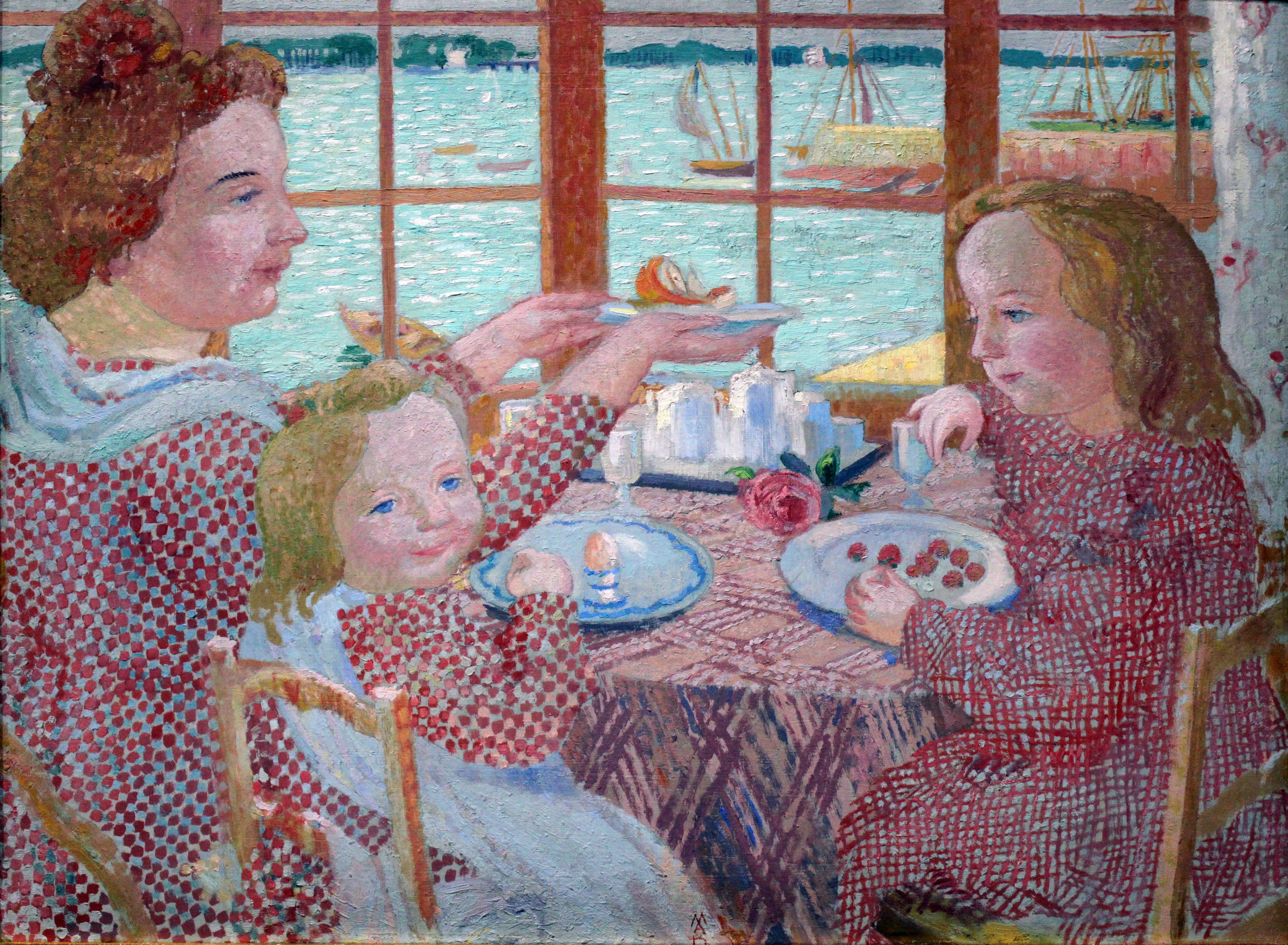
La Colazione (1901; Städelsches Kunstinstitut).

Nel 1890 espose al Salon, a partire dal 1891 partecipò con gli altri artisti Nabis al Salon des Indépendants e nel 1892 presentò le sue opere alla IX rassegna del gruppo di artisti Les XX, a Bruxelles.
Verso la fine degli anni novanta il suo stile evolvette verso la ricerca di un ideale classico, in una pittura di impianto monumentale: lo spinsero a questa novità il viaggio del 1898 a Roma, l'amicizia con lo scrittore André Gide e l'influenza di Paul Cézanne.

Nel 1909 ottenne un incarico come insegnante all'Accademia Ranson, dove rimase fino al 1919.

In questi anni eseguì le decorazioni del teatro degli Champs Elysées e del Petit Palais di Parigi e si dedicò a numerose grandi pitture murali per varie chiese.
Nel 1919 il suo fervore religioso lo portò a fondare, assieme a George Desvallières, l'«Ateliers d'art sacré».

Nella sua vita, infatti, la pratica religiosa ebbe un ruolo considerevole: Denis dedicò molto tempo alla preghiera, tanto da diventare terziario di San Domenico, ma nello stesso tempo non si isolò dal mondo e partecipò alla vita sociale del tempo.
Per tutta la vita continuò a dipingere secondo un'interpretazione moderna della grande pittura antica, forte della sua autentica vena artistica, continuamente alimentata dai suoi viaggi, molti dei quali in Italia che lo portarono ad entrare in contatto diretto con i Preraffaelliti ed i Neoclassici.
Si dedicò anche alle arti applicate, disegnando vetrate, vasi, arazzi, ventagli e perfino una banconota da 500 franchi.
Denis morì il 13 novembre 1943 a 73 anni, nella cittadina di Saint-Germain-en-Laye, nei pressi di Parigi.

## Opere

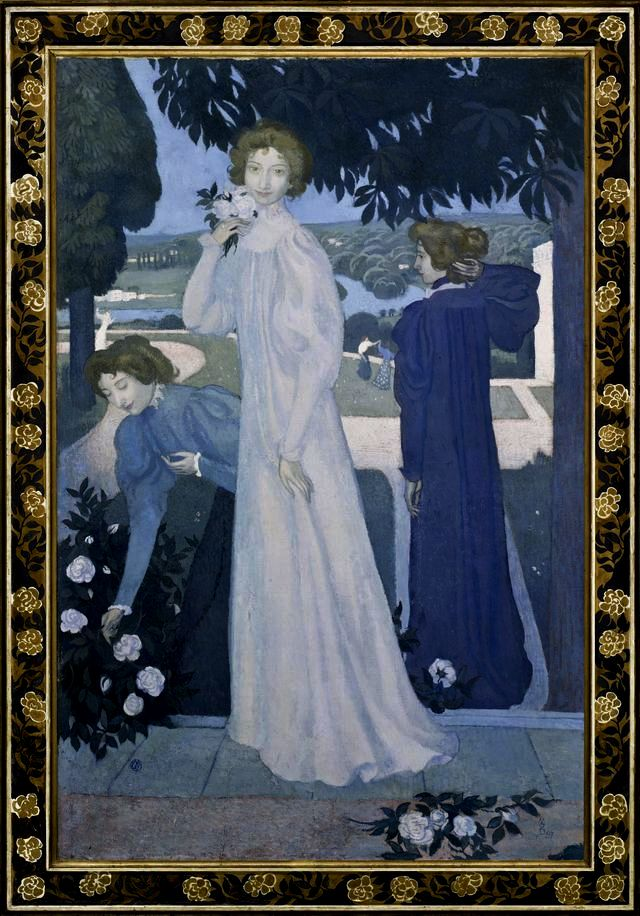
Yvonne Lerolle (1897), figlia del pittore Henri Lerolle.

### Dipinti

#### Nei musei di Parigi
- Museo dell'Armée, Hôtel des Invalides :
  - Cimetière à Benay, près de Saint-Quentin[1], 1917
- Museo del Petit Palais :
  - Intimité, 1903
  - Soir florentin, la Cantate, et Baigneuses, frammenti di palazzo Stern a Parigi.
  - Baigneuses à Perros-Guirec, 1909. (Dedicato a Georges Lacombe)
  - Baigneuses, plage du Pouldu, 1899
- Museo d'Orsay :
  - Paysage aux arbres verts[1][2], 1893
  - Montée au Calvaire[1], 1889
  - Les Muses[1], 1893,
  - Maternité à la fenêtre[1], verso il 1899
  - Hommage à Cézanne[1], 1900

#### Nei musei di provincia
- Portrait de Madame Ranson au chat, olio su tela. Museo dipartimentale "Maurice-Denis" « Le Prieuré » a Saint-Germain-en-Laye
- Les Béatitudes, serie di otto oli, 1915-1916. Museo del Vescovado di Limoges
- Soir de septembre : la plage de Trestignel[1][3], 1911. Museo di Belle arti di Brest
- La Boutique. Museo di belle arti di La Rochelle
- La Famille de l'artiste au Pouldu[1], 1899. Museo "Albert-André", Bagnols-sur-Cèze
- Les Feux de la Saint-Jean à Loctudy[4], 1895. Museo di Belle arti di Pont-Aven
- Les Premiers pas, 1911. Museo di Belle arti di Rennes
- Hommage à Notre-Dame-du-Folgoat[4] (Folgoët), 1921, Museo di Belle arti di Pont-Aven
- Le Magnificat[1]. Museo "du Vieux Granville", Granville
- La Communion dans la chapelle de la Vierge, cathédrale d'Evreux[4][5], verso il 1900, olio su cartone. Museo di Évreux
- Prise de voile[4][6], 1933. Museo "Alphonse Georges Poulain", Vernon

#### Nei musei stranieri e nelle collezioni
- Eurydice[1][7], verso il 1903-1904. Nationalgalerie, Staatliche Museen zu Berlin, Berlino
- Déesse galloise des troupeaux[4][8][9], 1905, Neue Pinakoteck, Monaco di Baviera
- Collection Rau, Zurigo :
  - Juillet[1][10], 1892
  - Maternité au lit jaune[1][11], 1896
- Ils virent des fées débarquer sur les plages[4][12], verso il 1893
- Paravent aux colombes[1][13], verso il 1896

### Incisioni e Litografie
- 1908 -  Lettres à l'Élue , di Tancrède de Denis Visan, confessioni di un intellettuale, con una litografia di Maurice Denis stampata a China in 1 volume in 8°, Messein, Parigi

### Opere decorative
- 1903 : Chiesa di Santa Margherita, Le Vésinet : cappella della Vergine e del Sacro Cuore, (danneggiata in un incendio dell'agosto 2009, oggi restaurata),
- 1912-1913 : cupola (e esedra, oggi sparita) del Teatro degli Champs-Élysées : Histoire de la musique.
- 1915-1920 : cappella del Priorato a Saint-Germain-en-Laye
- 1920 : Chiesa di Saint-Germain a Gagny : La Bataille de la Marne.
- 1922-1927 : Chiesa di "Notre-Dame-de-la-Consolation", Le Raincy : Vie de Marie (la trasposizione dei bozzetti in vetrate fu affidata a Marguerite Huré, collaboratrice degli "Ateliers d'art sacré").
- 1923 : Cattedrale di Saint-Corentin a Quimper, affresco.
- 1923-1927 : Chiesa di Saint-Louis di Vincennes : Les Béatitudes e La Glorification de Saint-Louis
- 1925-1926 : Chiesa di Saint-Nicaise a Reims, decorazione delle cappelle laterali: L'Annonciation e La Sainte Famille
- 1925 : Petit Palais, Museo di Belle arti della città di Parigi, cupola Dutuit: Histoire de l'art français
- 1931 : Chiesa di Notre-Dame-des-Missions di Épinay-sur-Seine : Saint Pierre et saint Paul évangélisateurs
- 1931 : Scalinata del "Centro William Rappard" a Ginevra : Christ aux ouvriers, Dignité du travail
- 1934 : Chiesa dello Spirito Santo di Parigi : La Pentecôte
- 1934 : Battistero della chiesa di Saint-Nicaise a Reims : La Source de vie
- 1937 : Galleria laterale del Palais de Chaillot a Parigi: La Musique sacrée et la Musique profane
- 1937 : Liceo "Claude Bernard" a Auteuil : hall, La Culture française classique
- 1938 : Sala dell'assemblea del Palazzo delle Nazioni di Ginevra
- 1938 : Chiesa di Lapoutroie, nell'Haut-Rhin : Quatre scènes de la vie de sainte Odile
- 1941 : Abside della cappella del pensionato del Sacro Cuore di Thonon-les-Bains : Évocation de Marie médiatrice
- 1943 : Basilica di San Francesco di Sales di Thonon-les-Bains: Chemin de croix (ultima pittura di Maurice Denis)
- N. D. - Decorazione del palazzo privato del compositore Ernest Chausson al 22 di Boulevard de Courcelles, in collaborazione con Odilon Redon.

### Illustrazioni

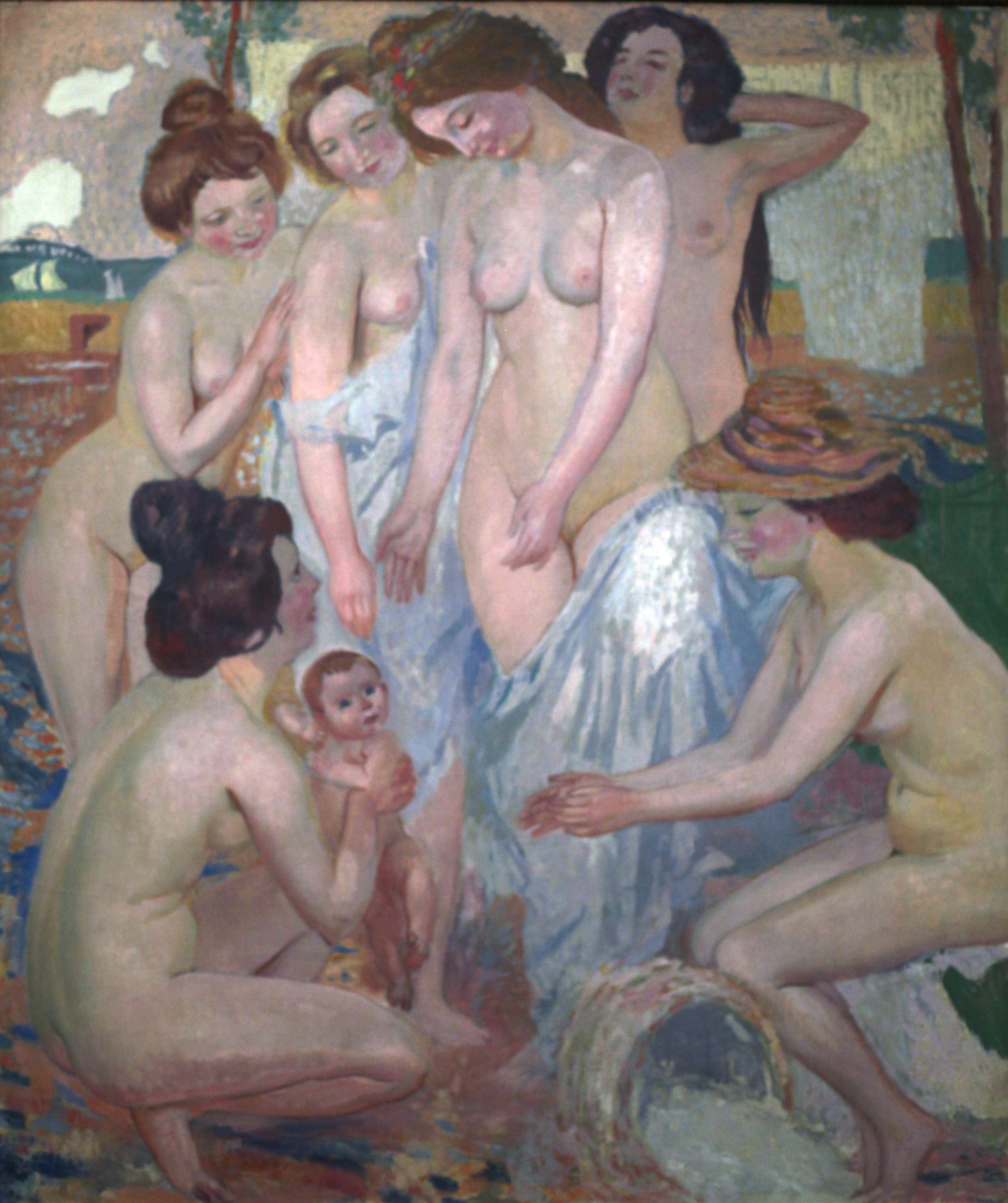
Mosé salvato dalle acque

- 1889 : Sagesse di Paul Verlaine, pubblicato da Ambroise Vollard
- 1893 : Le Voyage d'Urien di André Gide, 30 litografie, pubblicato da Edmond Bailly (Librairie de l'Art indépendant)

### Scritti
- Théories, 1890-1910. Du symbolisme et de Gauguin vers un nouvel ordre classique (1912)
- Nouvelles Théories sur l'art moderne, sur l'art sacré. 1914-1921 (1922)
- Carnets de voyage en Italie, 1921-1922 (1925)
- Henry Lerolle et ses amis, suivi de Quelques lettres d'amis (1932)
- Charmes et Leçons de l'Italie (1933)
- Histoire de l'art religieux, Edizioni Flammarion, (1939)
- Paul Sérusier. ABC de la peinture. Suivi d'une étude sur la vie et l'œuvre de Paul Sérusier (1942)
- Journal. Tome I : 1884-1904. Tome II : 1905-1920. Tome III : 1921-1943, (1957)
- Correspondance Jacques-Émile Blanche - Maurice Denis : 1901-1939. Edizione presentata e annotata da Georges-Paul Collet (1989)
- Le Ciel et l'Arcadie. Testi raccolti, presentati e annotati da Jean-Paul Bouillon (1993)
- Maurice Denis e André Gide, Correspondance (1892-1945), Edizione P. Masson e C. Schäffer, Gallimard, Parigi, 2006

## Citazioni dal suo diario
- « Et puis je ferai de l'Art, de l'Art de masse, en tout et partout. Je me gorgerai, je m'enivrerai de cette pure et sainte jouissance, de cette douce vie, si désirée, d'artiste. » (Journal, 30 luglio 1885)
- « Se rappeler qu'un tableau, avant d'être un cheval de bataille, une femme nue ou une quelconque anecdote, est essentiellement une surface plane recouverte de couleurs en un certain ordre assemblées. » (Definizione del Neo-tradizionalismo, rivista Art et Critique, 30 agosto 1890)
- « Jamais la nature ne m'a paru plus belle qu'à Perros. » (Perros-Guirec, di fronte alla spiaggia di Trestrignel, lapide commemorativa sulla sua casa)

## Mostre
Postume
- 2010 Museo Bunkamura di Kitakyushu e Museo di Belle arti di Hiroshima, Giappone : Toulouse Lautrec et ses amis, Portrait de Madame Ranson au chat
- 2013 « Maurice Denis au fil de l'eau » Festival della Normandia Impressionista, 2013, Museo d'arte moderna "Richard Anacréon", Granville

## Decorazioni e Riconoscimenti
- 1926 : Commendatore della Légion d'honneur
- 1932 : Membro dell'Académie des beaux-arts

## Galleria d'immagini

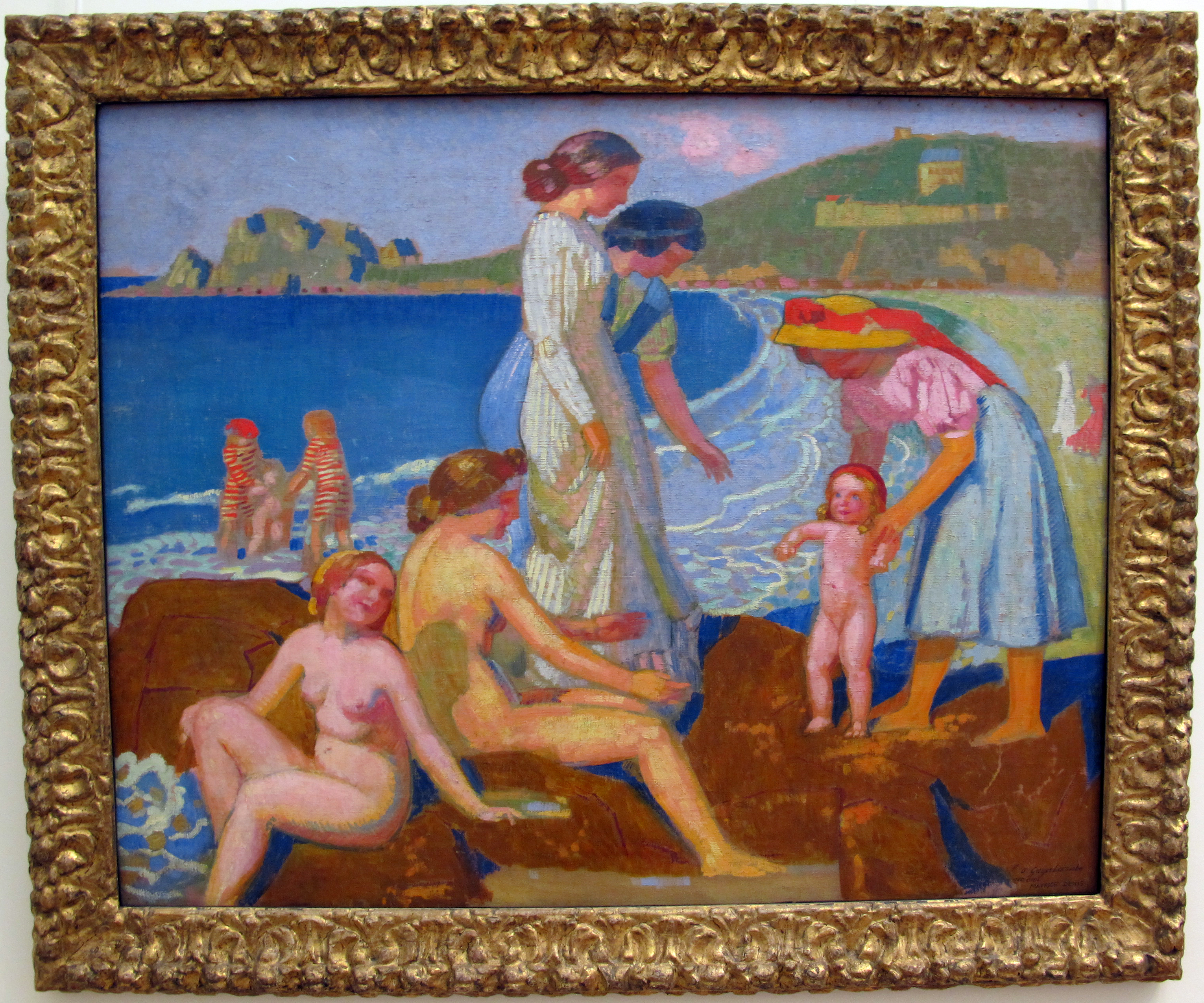
Bagnanti a Perros-Guirec
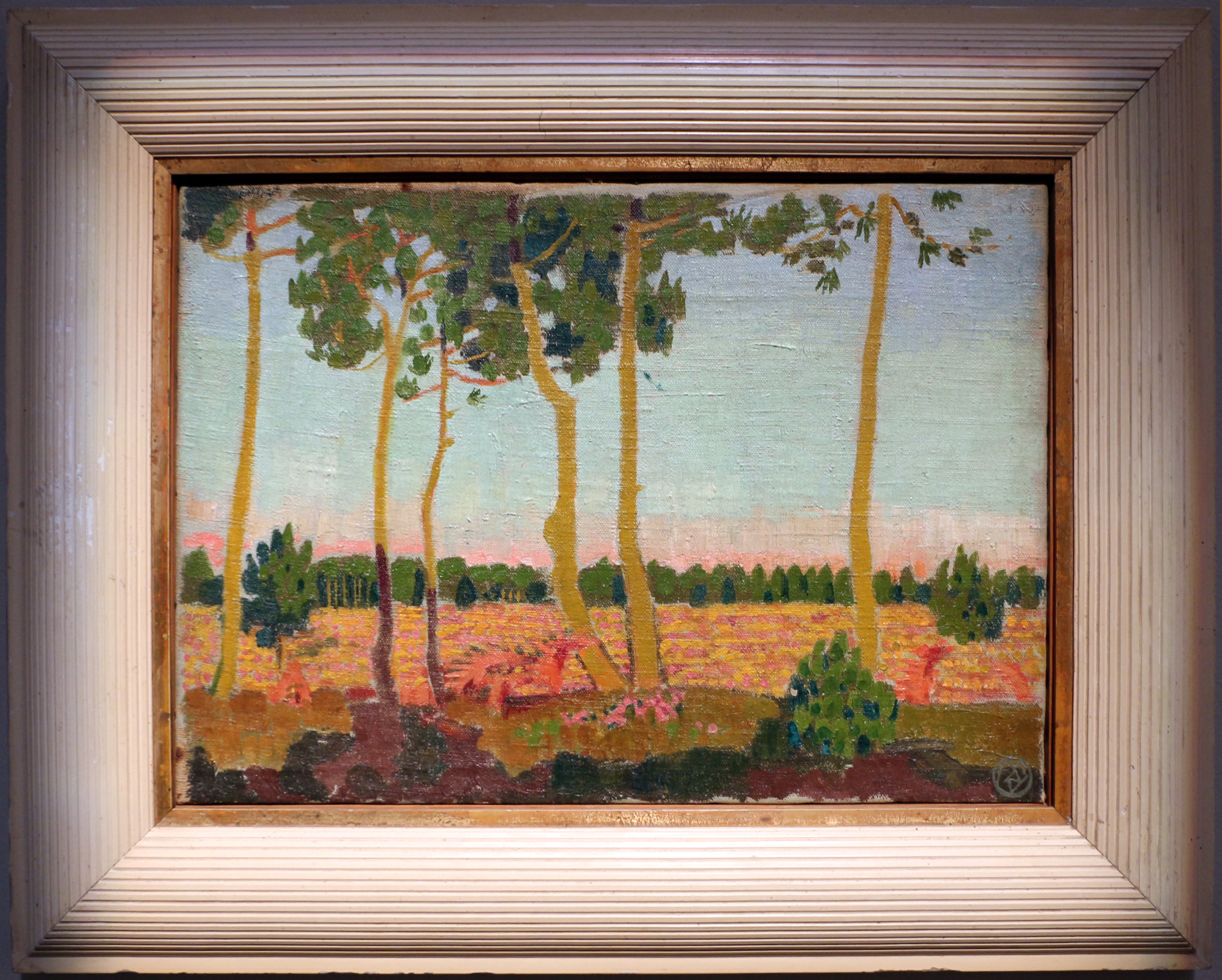
Paesaggio presso Puldu
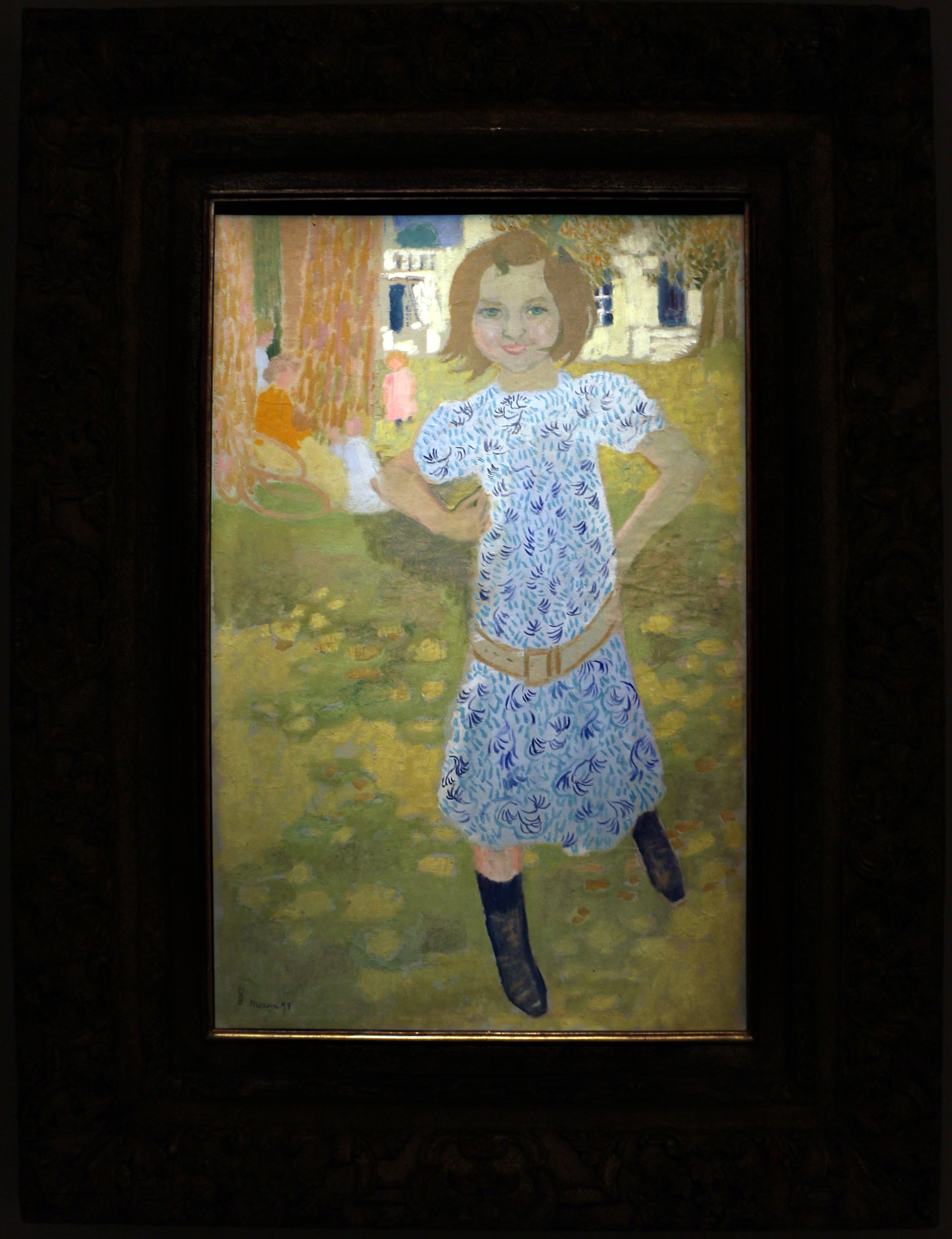
Ritratto di Jacqueline Fontaine
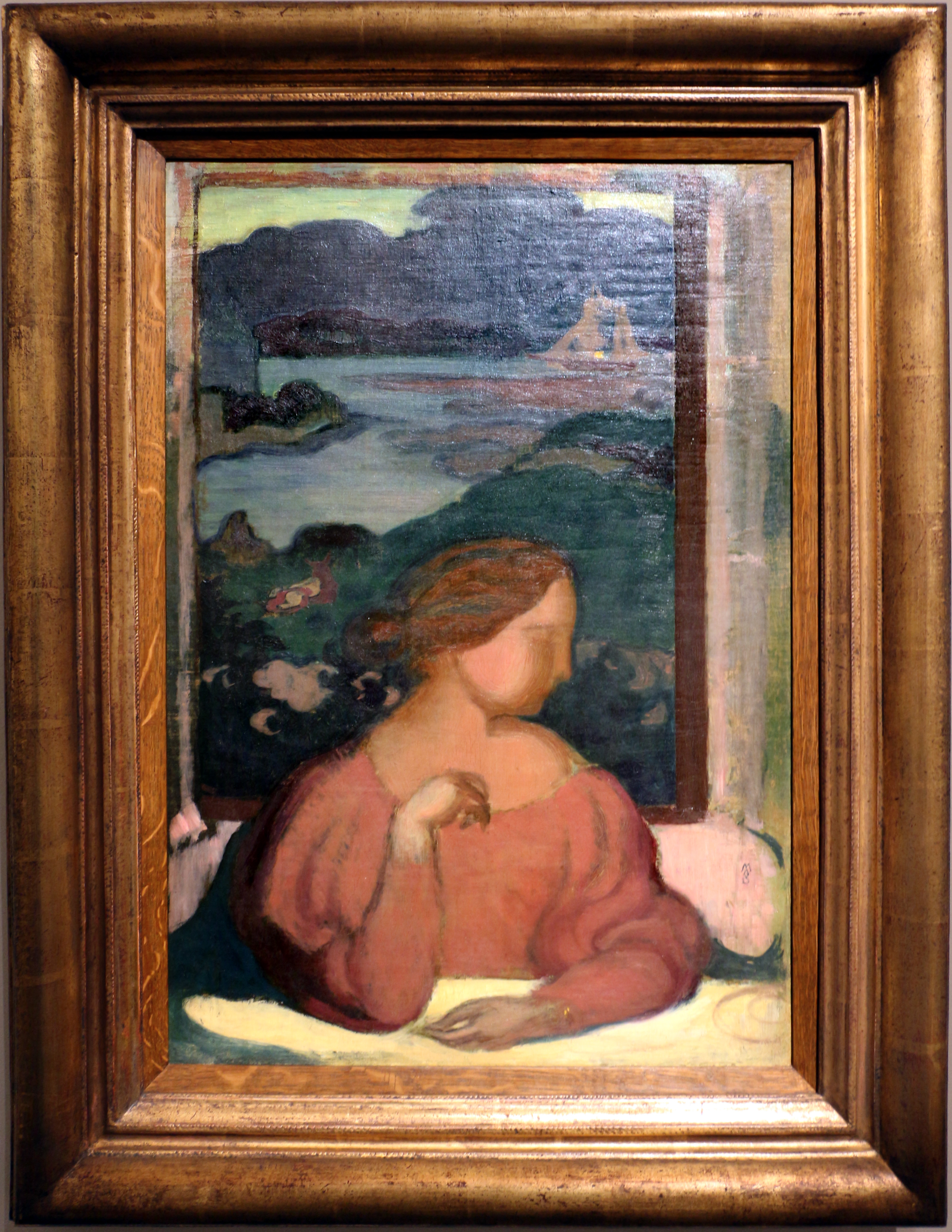
Tempo grigio

## Allievi
(elenco parziale)
- Alix Aymé
- Yves Alix
- Jean Berque
- Étienne Bouchaud (circa 1916-1918)
- Louis Bouquet
- Robert Boulet
- Odette des Garets
- Édouard Goerg
- Paul de Laboulaye

- Philippe Lejeune
- Tamara de Lempicka
- Robert Lotiron
- Pauline Peugniez
- François Quelvée
- Maurice Rocher
- Georges Sabbagh
- Jean Souverbie
- Paul Véra
- Carl Wilhelmson